# Divergencia de Kullback-Leibler

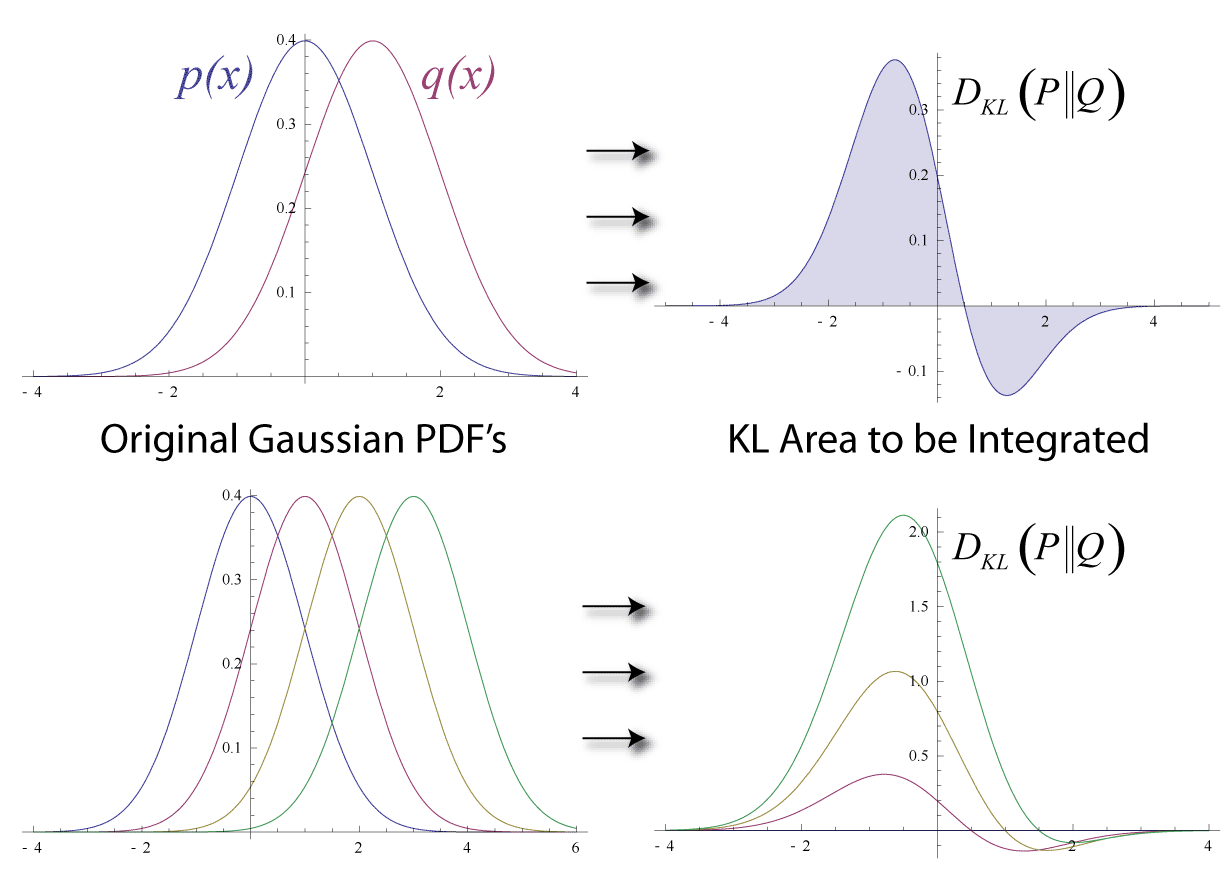
Ilustración de la entropía relativa para dos distribuciones normales. La típica asimetría es claramente visible.

En teoría de la probabilidad y teoría de la información, la divergencia de Kullback-Leibler (KL) (también conocida como divergencia de la información, ganancia de la información, entropía relativa o KLIC por sus siglas en inglés) es una medida no simétrica de la similitud o diferencia entre dos funciones de distribución de probabilidad P y Q. KL mide el número esperado de extra bits requeridos en muestras de código de P cuando se usa un código basado en Q, en lugar de un código basado en P.  Generalmente P representa la "verdadera" distribución de los datos, observaciones, o cualquier distribución teórica. La medida Q generalmente representa una teoría, modelo, descripción o aproximación de P. 
Aunque a menudo se considera como una métrica o distancia, la divergencia KL no lo es en realidad — por ejemplo, no es simétrica: la divergencia KL de P a Q no necesariamente es la misma KL de Q a P.
La divergencia KL es un caso especial de una clase más amplia de divergencias llamadas divergencias f. Fue originalmente introducida por Solomon Kullback y Richard Leibler en 1951 como la divergencia direccionada entre dos distribuciones. KL se puede derivar de la divergencia de Bregman.

## Definición
Para distribuciones de probabilidad P y Q de una variable aleatoria discreta su divergencia KL se define como
{\displaystyle D_{\mathrm {KL} }(P\|Q)=\sum _{i}P(i)\ln {\frac {P(i)}{Q(i)}}.\!}
En palabras, es el promedio ponderado de la diferencia logarítmica entre las probabilidades P y Q, donde el promedio se toma usando las probabilidades P. La divergencia KL solamente se define si P y Q suman 1 y si {\displaystyle Q(i)>0} para cualquier i tal que {\displaystyle P(i)>0}. Si la cantidad {\displaystyle 0\ln 0} aparece en la fórmula, se interpreta como cero.
Para distribuciones P y Q de una variable aleatoria continua, la divergencia KL se define como la integral:
{\displaystyle D_{\mathrm {KL} }(P\|Q)=\int _{-\infty }^{\infty }p(x)\ln {\frac {p(x)}{q(x)}}\,{\rm {d}}x,\!}
donde p y q representan las densidades de P y Q.
Más generalmente, si P y Q son medidas de probabilidad sobre un conjunto X, y Q es absolutamente continua con respecto a P, entonces la divergencia Kullback–Leibler de P a Q se define como
{\displaystyle D_{\mathrm {KL} }(P\|Q)=-\int _{X}\ln {\frac {{\rm {d}}Q}{{\rm {d}}P}}\,{\rm {d}}P,\!}
donde {\displaystyle {\frac {{\rm {d}}Q}{{\rm {d}}P}}} es la derivada de Radon-Nikodym de Q con respecto a P, y dado que la expresión al lado derecho existe.
De la misma manera, si P es absolutamente continua con respecto a Q, entonces
{\displaystyle D_{\mathrm {KL} }(P\|Q)=\int _{X}\ln {\frac {{\rm {d}}P}{{\rm {d}}Q}}\,{\rm {d}}P=\int _{X}{\frac {{\rm {d}}P}{{\rm {d}}Q}}\ln {\frac {{\rm {d}}P}{{\rm {d}}Q}}\,{\rm {d}}Q,}
lo cual se conoce como la entropía de P relativa a Q.
Continuando en este caso, si {\displaystyle \mu } es cualquier medida en X para la cual
{\displaystyle p={\frac {{\rm {d}}P}{{\rm {d}}\mu }}} y {\displaystyle q={\frac {{\rm {d}}Q}{{\rm {d}}\mu }}} existe, entonces la divergencia Kullback–Leibler de P a Q está dada por
{\displaystyle D_{\mathrm {KL} }(P\|Q)=\int _{X}p\ln {\frac {p}{q}}\,{\rm {d}}\mu .\!}
Los logaritmos en estas fórmulas se toman como en base 2 si la información se mide en unidades de bits, o en base e si la información se mide en nats. La mayoría de fórmulas relacionadas con la divergencia KL se mantienen independiente de la base logarítmica.
Nos referiremos a la divergencia de P a Q, aunque algunos autores la llaman la divergencia "de Q a P" y otros la divergencia "entre P y Q" (aunque note que no es simétrica).  Se debe tener cuidado debido a la falta de estandarización en la terminología.

## Propiedades
- Es siempre positiva (puede probarse usando la desigualdad de Jensen).
- Es nula si y sólo si P = Q.
- No es simétrica (por lo que no se trata de una distancia).

## Aplicaciones

### Estadística
En estadística, la divergencia de Kullback-Leibler está íntimamente relacionada con el método de ajuste de distribuciones por máxima verosimilitud. En efecto, si se tienen observaciones {\displaystyle x_{1},...,x_{n}} independientes de una variable aleatoria con función de densidad desconocida f y se tratan de ajustar dentro de una familia de funciones de densidad {\displaystyle f_{\lambda }}, de acuerdo con la teoría de la máxima verosimilitud, se busca el parámetro {\displaystyle \lambda } que maximiza la función
{\displaystyle L_{\lambda }=\sum _{i}\log f_{\lambda }(x_{i}),}
que puede aproximarse (cuando n es grande) por
{\displaystyle \int f(x)\log f_{\lambda }(x).}
Restando dicha expresión del término constante
{\displaystyle \int f(x)\log f(x)}
se obtiene
{\displaystyle \int f(x)\log f(x)-\int f(x)\log f_{\lambda }(x)=\int f(x)\log {\frac {f(x)}{f_{\lambda }(x)}},}
que es la divergencia de Kullback-Leibler entre {\displaystyle f_{\lambda }} y la distribución verdadera determinada por f. Es decir, maximizar la función de verosimilitud es (aproximadamente) equivalente a encontrar el parámetro {\displaystyle \lambda } que minimiza la divergencia de Kullback-Leibler entre la distribución real y la familia de distribuciones parametrizadas por dicho parámetro.